# Шубенков, Сергей Владимирович
Серге́й Влади́мирович Шубенко́в (род. 4 октября 1990 года, Барнаул, СССР) — российский легкоатлет, специализируется в беге на 60 и 110 метров с барьерами.
Чемпион мира 2015 года, трёхкратный чемпион Европы. Рекордсмен России на дистанции 110 метров с барьерами (12,92 сек). Единственный спринтер в истории советской и российской мужской лёгкой атлетики, выигравший медали чемпионата мира в барьерном беге на 110 метров. Заслуженный мастер спорта России.
Награждён медалью ордена «За заслуги перед Отечеством» II степени. Капитан Вооружённых сил Российской Федерации (25 декабря 2019 года).

## Биография
Мать — Наталья Шубенкова, советская легкоатлетка, мастер спорта СССР международного класса, вице-чемпионка Европы 1986 года в семиборье, многократная чемпионка СССР, участница Олимпийских игр 1988 года (4-е место в семиборье), экс-рекордсменка СССР в семиборье. Член Президиума ВФЛА.
Первым тренером была Надежда Клевцова, а затем со спортсменом стал работать её муж — Сергей Клевцов.
В сезоне 2014 года Шубенков выступил на нескольких этапах Бриллиантовой лиги. 18 мая на соревнованиях Shanghai Golden Grand Prix занял 4-е место — 13,30. 31 мая занял 5-е место на Prefontaine Classic — 13,29. 11 июня занял 3-е место на ExxonMobil Bislett Games — 13,37. 3 июля занял 2-е место на Атлетиссиме — 13,13.
15 августа на чемпионате Европы в Цюрихе занял 1-е место с результатом 13,19, повторив свой успех 2012 года.
4 июля 2015 года на Meeting Areva занял 3-е место с национальным рекордом — 13,06.
28 августа 2015 года выиграл золото чемпионата мира в Пекине на дистанции 110 м с/б с новым рекордом России (12,98).
В 2016 году в результате допингового скандала в числе других российских легкоатлетов отстранён от участия в Олимпийских играх и международных соревнованиях. Впоследствии для продолжения спортивной карьеры решил выступать под нейтральным флагом.
На чемпионате мира 2017 года в Лондоне, выступая как нейтральный спортсмен, завоевал серебро на дистанции 110 м с/б с результатом 13,14 сек, проиграв 0,10 сек чемпиону Омару Маклауду.
На чемпионате Европы 2018 года в Берлине, выступая как нейтральный спортсмен, завоевал серебро на дистанции 110 м с/б с результатом 13,17 сек, уступив золото французу Паскалю Мартино-Лагарду в результате фотофиниша.
На предолимпийском чемпионате мира, который проходил в 2019 году в Дохе, Сергей в статусе нейтрального спортсмена завоевал серебряную медаль на дистанции 110 метров с барьерами, показав время 13,15 и уступил 5 сотых секунды американцу Гранту Холлоуэю. Для Шубенкова эта медаль стала четвёртой в карьере на 4-м чемпионате мира подряд.
В январе 2021 в прессе появились сообщения, что согласно письму AIU (Athletics Integrity Unit) в пробе Сергея Шубенкова были обнаруженные запрещенные препараты из списка WADA - ацетазоламид. Спортсмен отрицал свою причастность к употреблению допинга, но из-за закрытости рассмотрения дела не мог обнародовать детали. 21 июня 2021 года с Сергея были сняты все обвинения, т.к. WADA были приняты поправки, устанавливающие минимальный порог (Minimim reporting level) на 6 диуретиков в 20 нг/мл (Technical letter 24) и он смог прояснить ситуацию — Шубенков, находясь у себя на кухне, измельчал таблетки для своего 3-месячного сына. Данный препарат входит в список запрещенных WADA. Мельчайшие частицы остались в кухне и на руках Сергея и стали причиной положительного допинг-теста.
Прибыл на Олимпиаду в Токио, но не вышел на старт квалификационного забега из-за травмы. 

## Основные результаты
| Год                            | Турнир                                       | Место проведения       | Место              | Результат          | Дисциплина         |
| Выступал за Россию             | Выступал за Россию                           | Выступал за Россию     | Выступал за Россию | Выступал за Россию | Выступал за Россию |
| ------------------------------ | -------------------------------------------- | ---------------------- | ------------------ | ------------------ | ------------------ |
| 2009                           | Чемпионат Европы среди юниоров               | Нови-Сад, Сербия       | 2                  | 13,40              | 110 м (с б.)       |
| 2010                           | Первенство России среди молодёжи в помещении | Волгоград, Россия      | 1                  | 7,81               | 60 м (с б.)        |
| 2010                           | Чемпионат России в помещении                 | Москва, Россия         | 4                  | 7,81               | 60 м (с б.)        |
| 2010                           | Командный чемпионат России                   | Сочи, Россия           | 1                  | 13,77              | 110 м (с б.)       |
| 2010                           | Чемпионат России                             | Саранск, Россия        | 3                  | 13,61              | 110 м (с б.)       |
| 2010                           | II летняя спартакиада молодёжи России        | Саранск, Россия        | 1                  | 13,54              | 110 м (с б.)       |
| 2011                           | Первенство России среди молодёжи в помещении | Москва, Россия         | 2                  | 7,87               | 60 м (с б.)        |
| 2011                           | Командный чемпионат России                   | Сочи, Россия           | 1                  | 13,76              | 110 м (с б.)       |
| 2011                           | Кубок России                                 | Ерино, Россия          | 1                  | 13,52              | 110 м (с б.)       |
| 2011                           | Вызов Москвы                                 | Москва, Россия         | 2                  | 13,66              | 110 м (с б.)       |
| 2011                           | Первенство России среди молодёжи             | Ерино, Россия          | 2                  | 13,46              | 110 м (с б.)       |
| 2011                           | Молодёжный чемпиона Европы                   | Острава, Чехия         | 1                  | 13,56              | 110 м (с б.)       |
| 2011                           | Чемпионат мира                               | Тэгу, Южная Корея      | 25                 | 13,70              | 110 м (с б.)       |
| 2012                           | Первенство России среди молодёжи в помещении | Москва, Россия         | 1                  | 7,56               | 60 м (с б.)        |
| 2012                           | Командный чемпионат России                   | Сочи, Россия           | 1                  | 13,41              | 110 м (с б.)       |
| 2012                           | Чемпионат Европы                             | Хельсинки, Финляндия   | 1                  | 13,16              | 110 м (с б.)       |
| 2012                           | Олимпийские игры                             | Лондон, Великобритания | 12                 | 13,41              | 110 м (с б.)       |
| 2013                           | Чемпионат России в помещении                 | Москва, Россия         | 1                  | 7,50               | 60 м (с б.)        |
| 2013                           | Чемпионат Европы в помещении                 | Гётеборг, Швеция       | 1                  | 7,49               | 60 м (с б.)        |
| 2013                           | Чемпионат мира                               | Москва, Россия         | 3                  | 13,24              | 110 м (с б.)       |
| 2014                           | Чемпионат Европы                             | Цюрих, Швейцария       | 1                  | 13,19              | 110 м (с б.)       |
| 2015                           | Чемпионат мира                               | Пекин, Китай           | 1                  | 12,98              | 110 м (с б.)       |
| Выступал как Нейтральный атлет |                                              |                        |                    |                    |                    |
| 2017                           | Чемпионат мира                               | Лондон, Великобритания | 2                  | 13,14              | 110 м (с б.)       |
| 2019                           | Чемпионат мира                               | Доха, Катар            | 2                  | 13,15              | 110 м (с б.)       |

## Награды
- Медаль ордена «За заслуги перед Отечеством» II степени (5 февраля 2018 года) — за заслуги в развитии физической культуры и спорта, многолетнюю добросовестную работу[22].